# Limestone (Illinois)
Limestone es una villa ubicada en el condado de Kankakee en el estado estadounidense de Illinois. En el Censo de 2010 tenía una población de 1598 habitantes y una densidad poblacional de 282,63 personas por km².

## Geografía
Limestone se encuentra ubicada en las coordenadas 41°6′54″N 87°56′49″O / 41.11500, -87.94694. Según la Oficina del Censo de los Estados Unidos, Limestone tiene una superficie total de 5.65 km², de la cual 5.65 km² corresponden a tierra firme y (0%) 0 km² es agua.

## Demografía
Según el censo de 2010, había 1598 personas residiendo en Limestone. La densidad de población era de 282,63 hab./km². De los 1598 habitantes, Limestone estaba compuesto por el 95.74% blancos, el 0.5% eran afroamericanos, el 0% eran amerindios, el 0.56% eran asiáticos, el 0% eran isleños del Pacífico, el 1.63% eran de otras razas y el 1.56% pertenecían a dos o más razas. Del total de la población el 2.88% eran hispanos o latinos de cualquier raza.